# Koca Mimar Sinan Ağa
Koca Mimar Sinan Ağa (Ağırnas, 15 april 1489 - Istanboel, 17 juli 1588) is de bekendste architect (mimar is Turks voor architect) uit het Ottomaanse Rijk. Hij werkte als hoofdarchitect voor de Ottomaanse sultans Selim I, Süleyman I, Selim II en Murat III. Zijn bekendste bouwwerken zijn de Selimiye-moskee in Edirne en de enorme Süleymaniye-moskee in Istanboel. Hij was een van de eerste architecten ter wereld die in zijn ontwerpen rekening hield met aardbevingen.
Hij is niet alleen door zijn eigen werken beroemd geworden, maar ook door de talrijke plannen die zijn diensten produceerden voor het hele Ottomaanse rijk en die door zijn ondergeschikten of door plaatselijke aannemers en werklieden werden uitgevoerd.
Sinans invloed op de Ottomaanse bouwstijl en zelfs de hedendaagse Turkse bouwstijl is enorm. Zelfs in hedendaagse ontwerpen van Turkse moskeeën zoals de Mevlana-moskee in Rotterdam zijn Sinans ideeën terug te zien.

## Levensloop
Sinan werd geboren in het kleine Ağırnas, bij Kayseri in Anatolië, in een Grieks of Armeens christelijk gezin (het is niet duidelijk welk van de twee; bij de Ottomaanse census werd alleen religie en niet de etniciteit vermeld). Sinan werd in 1511 volgens de devşirme (een systeem waarbij kinderen uit pas veroverde gebieden in het hof van de sultan werden opgenomen) naar Istanboel gestuurd, waar hij als moslim werd opgevoed en opgeleid werd tot ingenieur en architect. Tijdens zijn opleiding aan de paleisschool diende hij de grootvizier İbrahim Paşa. In die tijd nam hij de islamitische naam Sinan aan.
Na zijn opleiding diende hij als militair ingenieur bij de janitsaren; in die hoedanigheid nam hij deel aan vijf veldtochten van Süleyman I. Rond 1538 benoemde die hem tot hoofd van de keizerlijke architecten, een positie die hij gedurende een halve eeuw bekleedde onder Süleyman en zijn opvolgers Selim II en Murat III.
Zijn eerste taak als hoofdarchitect was huizen in Caïro die in de weg stonden, te laten slopen om een beter geordend stratenplan te krijgen. Hij kreeg ook het bevel over een infanteriedivisie, maar werd op zijn eigen aandringen overgeplaatst naar de artillerie. Tijdens de campagne van sultan Süleyman I in Perzië (1535) liet hij schepen bouwen zodat het leger het Vanmeer over kon steken. Voor zijn verdienste werd hij gepromoveerd tot sergeant (titel "ağa") in de lijfwacht van de sultan.
Sinan stierf in 1588 en ligt begraven bij de Süleymaniye-moskee, niet op de begraafplaats naast de moskee maar vlak ten noorden ervan, aan de overkant van de weg die naar hem Mimar Sinan Caddesi genoemd is.

### Biografie
Kort voor zijn dood vertelde Sinan zijn levensverhaal aan de schilder-dichter Mustafa Sa'i Çelebi (overleden 1595-1596). Van dat werk zijn vijf versies bekend: drie manuscripten met veel verbeteringen, waarschijnlijk door Sinan en zijn biograaf, en twee ruim verspreide, sterk gekuiste teksten: een lange en een verkorte versie. Hoewel mag worden aangenomen dat Sinan toegang had tot, en vertrouwd was met, architectuurtheorieën zoals die van Vitruvius, wordt in zijn (auto)biografie geen theoretische basis beschreven voor zijn werken. Autobiografie als literair genre was zeldzaam in het Ottomaanse rijk van de tweede helft van de 16de eeuw, en er is in de islamitische wereld geen eerdere biografie bekend van een architect.

## Werken
De Duitse auteur Franz Babinger argumenteert dat Sinan in 1535 of 1536 de Witte Toren bouwde, het bekendste gebouw van de stad Thessaloniki.
Een catalogus uit 1989 schrijft 477 bouwwerken aan hem toe. Sinan bouwde zijn eerste moskee in 1538 in Aleppo. Het jaar daarna voltooide hij het moskeecomplex Haseki Hürrem in Istanboel, in opdracht van Süleyman voor diens vrouw Roxelana.

### Şehzade-moskee
De Şehzade-moskee was het eerste grote project van Sinan. Hij bouwde haar in 1543-1548 in opdracht van Süleyman ter nagedachtenis van diens overleden zoon Şehzade Mehmed.
Het grondplan bestaat uit twee gelijke vierkanten voor respectievelijk de binnenkoer en de gebedsruimte, gescheiden door twee slanke minaretten. De gebedsruimte wordt bekroond door een koepel van 19 meter die zich tot 38 meter hoogte verheft. De druk van de koepel wordt over de buitenmuren verdeeld door vier halfkoepels met exedrae (halfronde nissen). In de vier hoeken bevinden zich kleinere koepels. In dit vroege werk van Sinan is reeds de kenmerkende evolutie te zien van zestiende-eeuwse Ottomaanse architectuur, weg van in hokjes verdeelde ruimten met herhaalde bekoepelde vierkanten, en naar een complexer hiërarchisch geheel bekroond door een grote centrale koepel.

### Süleymaniye-moskee
In 1550 begon hij de bouw van de Süleymaniye-moskee, die in 1557 gereed zou zijn. De Ottomanen hadden na de verovering van Constantinopel in 1453 de kathedraal van de Heilige Sofia omgevormd tot moskee. Ontwerpen voor latere moskeeën waren meestal van datzelfde gebouw afgeleid. Het gebouw van Sinan vormde een belangrijke vernieuwing, onder meer door de talrijke ramen die het interieur lichter maken. Wel nam hij het concept van een ronde koepel op een vierkante ondersteuning van de Hagia Sophia over.

### Mihrimah Sultan-moskee
Dit moskeecomplex staat in de wijk Edirnekapı van Istanboel, op een heuveltop net binnen de Edirnepoort. Sinan bouwde het van 1562 tot 1566 voor prinses Mihrimah Sultan, dochter van Süleyman. Het complex werd zwaar beschadigd door aardbevingen in 1766 en 1894, waarbij telkens alleen de moskee zelf werd gerestaureerd. Ook 1999 was reparatiewerk nodig na een aardbeving.
Sinan was een pionier in het correcte gebruik van de pendentiefkoepel. Vorige generaties Ottomaanse architecten hadden de integratie van een koepelgewelf met een vierkant gebouw louter decoratief opgevat, maar in de Mihrimah Sultan wordt het feit dat de koepel op vier grote bogen steunt, ook aan de buitenkant visueel onderstreept.

### Selimiye-moskee
Sinan bouwde deze moskee in de stad Edirne (het oude Adrianopel) van 1568 tot 1574 in opdracht van Selim II. Hier verwezenlijkte Sinan nog meer dan in de Süleymanliye-moskee zijn ideaal van optimale lichtinval.
Zelf zegt hij in zijn autobiografie Tezkiretü’l Bünyan dat zijn meesterwerk de Selimiye-moskee is. Zijn motivatie bij de bouw was een grotere koepel te maken dan op de Hagia Sophia, een prestatie die sinds de bouw van die kerk voor onmogelijk werd gehouden. Sinan was 80 jaar oud toen deze moskee klaar was.
Sinds 2011 staat de Selimiye-moskee op de werelderfgoedlijst van de UNESCO.

### Andere werken
Tot de andere gebouwen van zijn hand in Istanboel en daarbuiten behoren:
- de Caferağa Madrassa in Istanboel
- de Sokollu Pasamoskee in Istanboel
- de Rüstem Paşa-moskee in Istanboel
- de Taqiya al-Süleymaniya karavanserai met moskee in Damascus
- de Banya Başi-moskee van Sofia (op dit moment de enige in gebruik zijnde moskee in die stad)
- de Mehmed Paša Sokolovićbrug in Višegrad, Bosnië en Herzegovina

Gezegd wordt dat Sinan in totaal heeft gebouwd:
- 94 grote moskeeën (cami),
- 57 universiteiten,
- 52 kleine moskeeën (mescit),
- 41 badhuizen (hamam).
- 35 paleizen (saray),
- 22 mausoleums (türbe),
- 20 Karavanserijen (kervansaray; han),
- 17 gaarkeukens (imaret),
- 8 bruggen,
- 8 pakhuizen,
- 7 scholen (medrese),
- 6 aquaducten,
- 3 ziekenhuizen (darüşşifa).

## Invloed en nagedachtenis
Bij het begin van Sinans carrière waren Ottomaanse moskeeën kale, hoge en langs buiten onversierde blokken. Hij beende de muren uit om licht te verzamelen en maakte van de buitenkant een complex van contrastelementen: portico's met enkele of dubbele ingang; portieken; poorten; fonteinen; vensters; gedraaide steunberen; rasters; ramen in contrastkleuren; en bovenal de aaneensluitende volumes van koepels en halfkoepels rondom de grote centrale koepel, waarbij een nieuw soort slanke, potloodvormige, hoge minaret (tot 70 meter) de sleutelpunten van de omtrek aangaf.
Na zijn dood bouwden opvolgers nog enkele afgeleide, mindere werken tot de Ottomaanse architectuur overging in een barokperiode met meer gebruik van kromlijnige elementen.
Een universiteit in Istanboel (Mimar Sinan-universiteit) en een inslagkrater op de planeet Mercurius zijn naar hem genoemd.
- Biblioteca Nacional de España: XX1146072
- Bibliothèque nationale de France: cb121305238 (data)
- Catàleg d'autoritats de noms i títols de Catalunya: 981058512430706706
- Gemeinsame Normdatei: 118614614
- International Standard Name Identifier: 0000 0000 8001 6993
- Library of Congress Control Number: n50082613
- Nationale Bibliotheek van Letland: 000200334
- Nationale Bibliotheek van Tsjechië: jx20070206004
- Nationale bibliotheek van Australië: 35458364
- Nationale Bibliotheek van Israël: 987007268269205171
- Nationale Bibliotheek van Polen: a0000003381572
- Nederlandse Thesaurus van Auteursnamen: 323972845
- Réseau des bibliothèques de Suisse occidentale: 02-A003834470
- RKD-Nederlands Instituut voor Kunstgeschiedenis: 329630
- SNAC: w6cr7nnv
- Système universitaire de documentation: 029747864
- TDVİA: sinan
- Trove: 959967
- Union List of Artist Names: 500628938
- Virtual International Authority File: 281762239